# Terminalia dichotoma
Terminalia dichotoma là một loài thực vật có hoa trong họ Trâm bầu. Loài này được G.Mey. miêu tả khoa học đầu tiên năm 1818.